# Ère Tenshō (Heian)
L'ère Tenshō (天承) est une des ères du Japon (年号, nengō, lit. « nom de l'année ») après l'ère Daiji et avant l'ère Chōshō. Cette ère couvre la période allant du 28 février 1131 au 21 septembre 1132. L'empereur régnant est Sutoku-tennō (崇徳天皇).

## Changement d'ère
- 31 janvier 1131 Tenshō gannen (天承元年?) : Le nom de la nouvelle ère est créé pour marquer un événement ou une série d'événements. L'ère précédente se termine là où commence la nouvelle, en Daiji 6, le 29e jour du1re mois de 1131[2].

## Événements de l'ère Tenshō
- 1131 (Tenshō 1, 12e mois) : L'udaijin Fujiwara Yetada est élevé au titre de sadaijin et le naidaijin Arihito remplit la vacance en devenant udaijin. Le dainagon Fujiwara no Munetada est fait nadaijin.[3].

| Chōshō    | 1re  | 2e   |
| Grégorien | 1131 | 1132 |